# Villiers-Vineux
Pour les articles homonymes, voir Villiers.
Villiers-Vineux est une commune française située dans le département de l'Yonne en région Bourgogne-Franche-Comté.

## Géographie

### Situation
Villiers-Vineux est à 30 km au nord-est d'Auxerre, à 1,5 km au sud de la D905 reliant Saint-Florentin (son chef-lieu de canton, 12 km au nord-ouest) à Tonnerre (15 km au sud-est).
La commune est entre la forêt d'Othe et la forêt de Pontigny.

### Communes limitrophes
La commune est limitrophe de six communes :

### Climat
Pour des articles plus généraux, voir Climat de la Bourgogne-Franche-Comté et Climat de l'Yonne.
En 2010, le climat de la commune est de type climat océanique dégradé des plaines du Centre et du Nord, selon une étude du Centre national de la recherche scientifique s'appuyant sur une série de données couvrant la période 1971-2000. En 2020, Météo-France publie une typologie des climats de la France métropolitaine dans laquelle la commune est exposée à un climat océanique altéré et est dans la région climatique Lorraine, plateau de Langres, Morvan, caractérisée par un hiver rude (1,5 °C), des vents modérés et des brouillards fréquents en automne et hiver.
Pour la période 1971-2000, la température annuelle moyenne est de 10,6 °C, avec une amplitude thermique annuelle de 15,8 °C. Le cumul annuel moyen de précipitations est de 724 mm, avec 11,5 jours de précipitations en janvier et 7,8 jours en juillet. Pour la période 1991-2020, la température moyenne annuelle observée sur la station météorologique de Météo-France la plus proche, « Ligny-le-Châtel », sur la commune de Ligny-le-Châtel à 7 km à vol d'oiseau, est de 11,5 °C et le cumul annuel moyen de précipitations est de 772,9 mm. 
La température maximale relevée sur cette station est de 40,7 °C, atteinte le 7 août 2003 ; la température minimale est de −22 °C, atteinte le 16 janvier 1985,,.
Les paramètres climatiques de la commune ont été estimés pour le milieu du siècle (2041-2070) selon différents scénarios d'émission de gaz à effet de serre à partir des nouvelles projections climatiques de référence DRIAS-2020. Ils sont consultables sur un site dédié publié par Météo-France en novembre 2022.

## Urbanisme

### Typologie
Au 1er janvier 2024, Villiers-Vineux est catégorisée commune rurale à habitat dispersé, selon la nouvelle grille communale de densité à sept niveaux définie par l'Insee en 2022.
Elle est située hors unité urbaine. Par ailleurs la commune fait partie de l'aire d'attraction de Saint-Florentin, dont elle est une commune de la couronne,. Cette aire, qui regroupe 19 communes, est catégorisée dans les aires de moins de 50 000 habitants,.

### Occupation des sols
L'occupation des sols de la commune, telle qu'elle ressort de la base de données européenne d’occupation biophysique des sols Corine Land Cover (CLC), est marquée par l'importance des territoires agricoles (64,2 % en 2018), en diminution par rapport à 1990 (65,4 %). La répartition détaillée en 2018 est la suivante : 
terres arables (37,2 %), forêts (31,8 %), prairies (26,1 %), zones urbanisées (4 %), zones agricoles hétérogènes (0,9 %). L'évolution de l’occupation des sols de la commune et de ses infrastructures peut être observée sur les différentes représentations cartographiques du territoire : la carte de Cassini (XVIIIe siècle), la carte d'état-major (1820-1866) et les cartes ou photos aériennes de l'IGN pour la période actuelle (1950 à aujourd'hui).

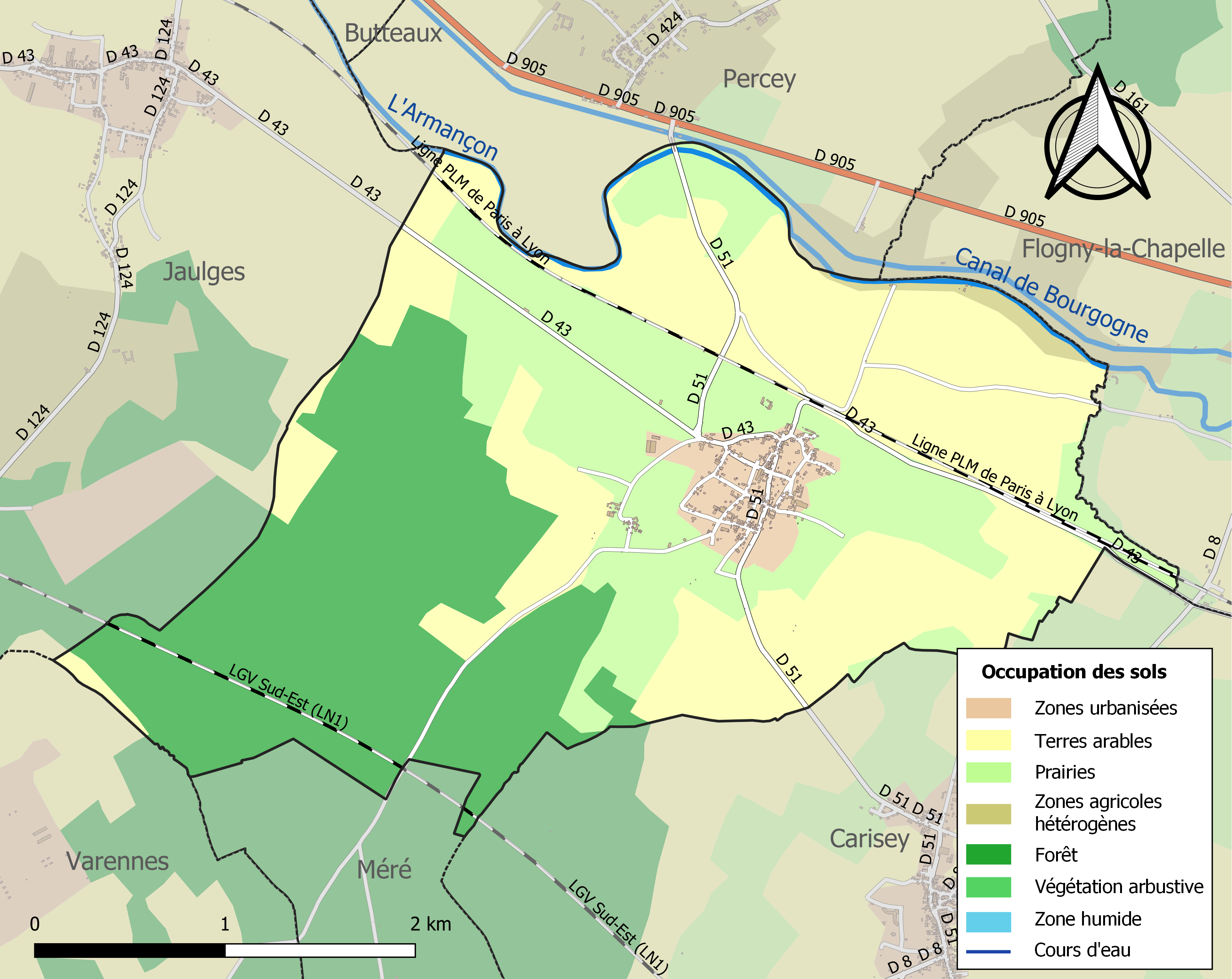
Carte des infrastructures et de l'occupation des sols de la commune en 2018 (CLC).

## Toponymie
Villiers : A l’origine, ce nom désignait une partie de la villa (grand domaine agricole de l’époque gallo-romaine). Il s’agissait des dépendances qui comprenaient généralement les habitations des ouvriers et les bâtiments agricoles. De nos jours, ce nom désigne un écart ou un village.[réf. nécessaire]
Anciennement appelé Villers, le village a porté successivement les noms de Villare, Villare-Vinosum (1189), Willaris-Vinosi, Villaris Vinosus (1244), Villaris Vignosus (1284), Villerium Vinosum, Villae Vinosae, Villers-Vigneux, Villers Vignes.
Villare, signifiant « petit village » ou « hameau », est très commun en France (en 1850 il y a plus de 168 communes appelées Villers et au moins 80 appelées Villiers).
Le surnom « Vigneux » (et dérivés) vient probablement d'un vignoble plus grand que ce qui existait encore vers 1850 sur le territoire de la commune. Une ancienne tradition locale mentionne un cellier construit au lieu-dit « Trou de la Cave » pour abriter les vins du seigneur - mais aucun écrit connu ni aucun vestige dans ce sens n'a été constaté.

## Histoire

### Préhistoire
Au lieu-dit les Épinottes, à la limite des communes de Jaulges et de Villiers, des outils de silex indiquent un campement du Paléolithique et du Néolithique. Des outils de silex sont présents - dans une région qui ne possède aucun gisement de silex.

### Époque gallo-romaine
Voie antique
La voie antique de Sens à Alise (et de Saint-Florentin à Tonnerre) traverse la commune dans le sens nord-ouest/sud-est (encore visible sous le nom de « chemin des Romains »), reliant la vallée de la Seine avec la vallée de la Saône (et donc avec Lyon et au-delà avec la Méditerranée) ; et la voie d'Agrippa de Troyes à Cosne croise la première voie à moins de 10 km au nord-ouest, reliant le plateau lorrain avec la vallée de la Loire. C'est par ce chemin que François Ier arrive à Tonnerre en 1542.
Ateliers de poterie
À cette époque un grand centre de production de céramique suit la voie romaine sur plus de 1 km entre Jaulges et Villiers-Vineux, incluant le bois du Pioux (2 km au sud-ouest du village) où l'on a retrouvé des fours. Un atelier de céramique fonctionne également dans le village,. La production de céramiques a perduré jusqu'au Moyen Âge.
Ce grand complexe potier produit principalement de la céramique fine (métallescente) et des dérivés des sigillées du Bas-Empire, probablement aussi de la céramique commune (dont des amphores), et des statuettes.
De nombreuses pièces en ont été trouvées entre autres nombreux endroits à la grande villa gallo-romaine de Vergigny (66 km au sud), ancien village disparu sur la commune d'Asquins (qui borde Vézelay au nord). Mais l'atelier exporte dans pratiquement toute la moitié nord des Gaules.
Camp romain
En limite nord-est de la commune le canal de Bourgogne, qui sépare Villiers de Flogny, coupe au travers d'un camp romain.

### Haut Moyen-Âge
Un cimetière carolingien est découvert en 1847-1848 à l'occasion des travaux de chemin de fer, à l’est du village au lieu-dit « Champ Huot » près du ru de Cléon. C. Dormois y a ramassé plusieurs armes, des objets d'équipement et plusieurs monnaies frappées à Auxerre (« AVTSIODER.CI »), Troyes (« TRECAS.CIV » avec au revers « GRACIA D. »), Le Mans (« CINOMANIS CIVITAS » avec au revers « GRACIA D I REX », portant le monogramme de Charles le Chauve). On ne sait pas si ce cimetière est le résultat d'une bataille (déroute des Normands en 898) ou s'il a simplement servi aux populations locales. En 1853 un autre cimetière est découvert à environ 1 500 m du premier. Les deux cimetières ont livré des cercueils de pierre semblables et des sépultures d'hommes, de femmes et d'enfants qui laissent supposer que les deux cimetières ont été utilisés pour les besoins locaux,,.

### Moyen Âge central
La première mention écrite connue de Villiers-Vineux date de 1035 ; le village appartient alors en partie à l'abbaye Saint-Germain d'Auxerre et en parie aux vicomtes de Saint-Florentin.
Au lieu-dit le Tureau, près du chemin des Fourneaux, à environ 50 m de la voie romaine, Séverin Ithier a vu début XIXe siècle l’arceau d'un four qui a servi à fabriquer des tuiles plates à trous et des carreaux, dont les carreaux émaillés qui ont garni le château construit au XIIIe siècle à Tonnerre par Marguerite de Bourgogne.
Au lieu-dit la Prieurée, au-dessus du Trou de la Cave, se trouvent des fondations et des vestiges de murs de la maison succursale de cette abbaye, qui a utilisé des tuiles vernissées et des carreaux émaillés de l'atelier de Tureau. Au cours des siècles, de nombreux conflits ont opposé vicomtes et abbaye, notamment concernant les serfs qui n'étaient pas tous affranchis en 1413. Il existait à Villiers une maison des malades.
Près de la ferme Sainte-Anne se trouvait une maison seigneuriale dépendant du fief de Chante-Merle, à plan carré de 60 m de côté, entourée de fossés de 10 m de large.
Prs de la fontaine du Boutoir se trouvaient des traces de constructions qui dépendaient du fief de Marcey ou Mercey, l'un des deux principaux fiefs dépendant de Villiers-Vineux (l'autre fief notable étant Chante-Merle).
En 1154 le vicomte Guy de Saint-Florentin vend la moitié des dîmes de la paroisse au chapitre de Saint-Pierre de Tonnerre ; et ce dernier obtient le reste de la dîme le 23 février 1228 de Élisabeth veuve de Simon de Vanlay. Selon l'abbé Henry, en 1219 un Miles de Saint-Florentin avait une dîme à Villiers-Vineux et l'abbaye de Pontigny en avait également une en 1369.
En 1159 l'évêque de Langres Geoffroy donne l'église de Villiers à l'abbaye de Molesme.
Vers le milieu du XIIIe siècle Guy de Villiers-Vineux établit une tuilerie, dont les religieux de Saint-Germain demandent la destruction ; une sentence arbitrale de 1260 maintient la tuilerie mais la rend commune aux seigneurs et aux religieux (qui doivent toutefois payer au seigneur la moitié des frais de construction).
En 1384 Villiers est réuni à la couronne.

### XVIesiècle, Sainte-Anne et le château d'en bas
Jean Sauvageot (Tonnerre et son Comté, 1973) indique qu'au XVIe siècle l'hôpital des Fontenilles de Tonnerre, fondé par Marguerite de Bourgogne, était propriétaire des deux maisons seigneuriales de Villers : le château dit de Sainte-Anne et le « château d'en bas ».
Le château Sainte-Anne tire son nom de la chapelle Sainte-Anne, démolie à la Révolution. Le château d'en bas était au pied du monticule sur lequel s'élève l'église. Il était entouré de profonds fossés alimentés par le ruisseau de Marbier et par les eaux d'un petit étang au milieu du village.

## Politique et administration

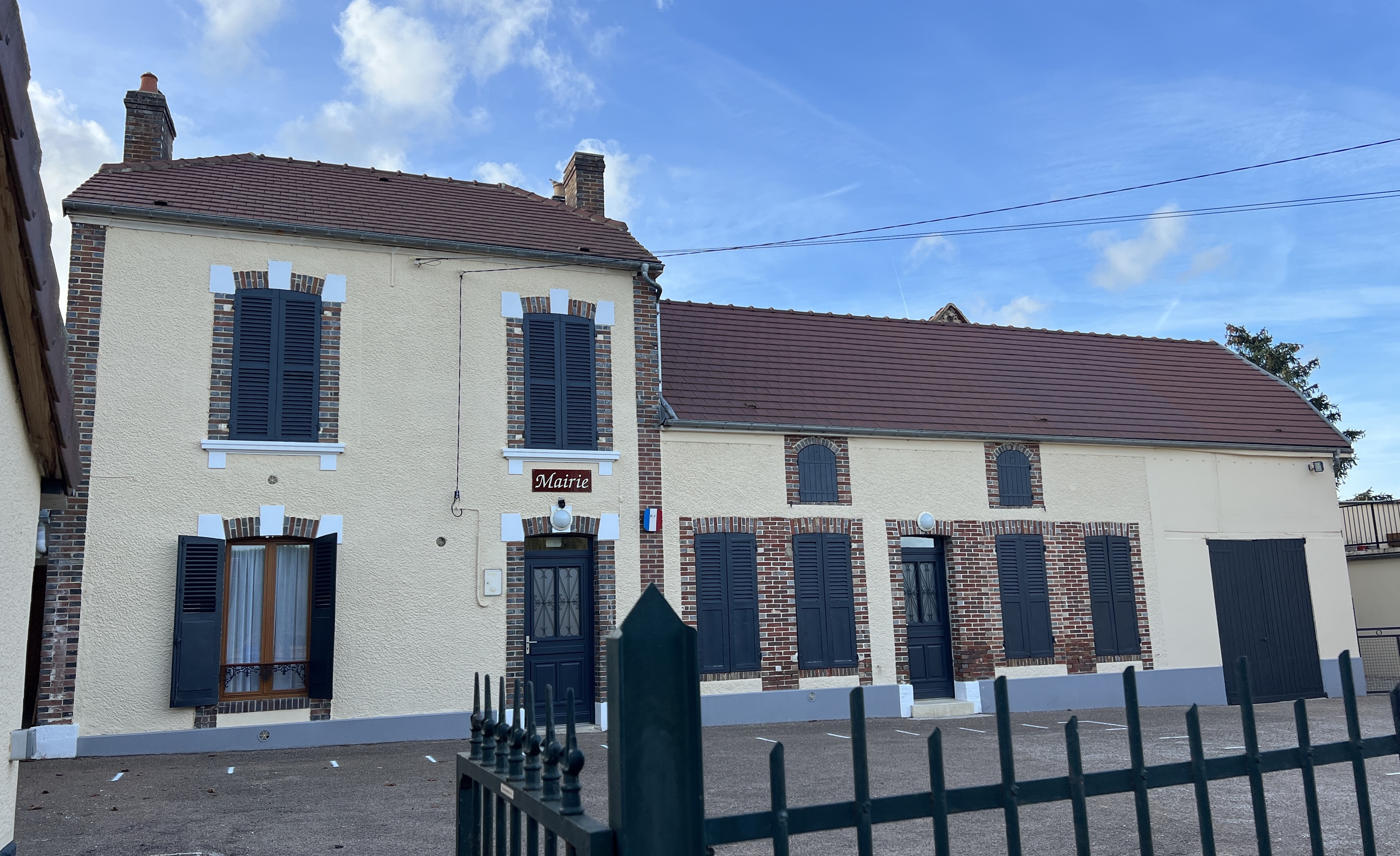
Mairie.

| Période                                  | Période                     | Identité             | Étiquette | Qualité |
| ---------------------------------------- | --------------------------- | -------------------- | --------- | ------- |
| Les données manquantes sont à compléter. |                             |                      |           |         |
|                                          |                             | Jean-Baptiste Mechin |           |         |
|                                          | 1837                        | Jean-Louis Duflocq   |           |         |
| 1837                                     | 1845                        | Isidore Hariot       |           |         |
| 1845                                     | 1847                        | Edme Protat          |           |         |
| 1847                                     | 1866                        | Isidore Boucheron    |           |         |
| 1866                                     | 1874                        | Pacifique Hariot     |           |         |
| 1874                                     | 1876                        | Isidore Boucheron    |           |         |
| 1876                                     | 1883                        | Edme Hugot           |           |         |
| 1883                                     | 1889                        | Ferdinand Hugot      |           |         |
| 1889                                     | 1890                        | Auguste Gaulon       |           |         |
| 1890                                     | 1890                        | Louis Genet          |           |         |
| 1890                                     | 1892                        | Ferdinand Louat      |           |         |
| 1892                                     | 1896                        | Louis Genet          |           |         |
| 1896                                     | 1900                        | Bernard Patey        |           |         |
| 1900                                     | 1900                        | Louis Genet          |           |         |
| 1900                                     | 15 mai 1904                 | Prudent Simon        |           |         |
| 15 mai 1904                              | 15 mai 1925                 | Bernard Patey        |           |         |
| 2005                                     | En cours (au 30 avril 2014) | Alain Jambon         |           |         |

## Démographie
L'évolution du nombre d'habitants est connue à travers les recensements de la population effectués dans la commune depuis 1793. Pour les communes de moins de 10 000 habitants, une enquête de recensement portant sur toute la population est réalisée tous les cinq ans, les populations de référence des années intermédiaires étant quant à elles estimées par interpolation ou extrapolation. Pour la commune, le premier recensement exhaustif entrant dans le cadre du nouveau dispositif a été réalisé en 2007.

En 2022, la commune comptait 282 habitants, en évolution de −4,41 % par rapport à 2016 (Yonne : −1,95 %, France hors Mayotte : +2,11 %).
| 1793 | 1800 | 1806 | 1821 | 1831 | 1836 | 1841 | 1846 | 1851 |
| ---- | ---- | ---- | ---- | ---- | ---- | ---- | ---- | ---- |
| 420  | 383  | 387  | 434  | 432  | 444  | 467  | 438  | 467  |

| 1856 | 1861 | 1866 | 1872 | 1876 | 1881 | 1886 | 1891 | 1896 |
| ---- | ---- | ---- | ---- | ---- | ---- | ---- | ---- | ---- |
| 400  | 375  | 380  | 377  | 349  | 333  | 350  | 358  | 330  |

| 1901 | 1906 | 1911 | 1921 | 1926 | 1931 | 1936 | 1946 | 1954 |
| ---- | ---- | ---- | ---- | ---- | ---- | ---- | ---- | ---- |
| 303  | 274  | 255  | 244  | 226  | 206  | 232  | 281  | 288  |

| 1962 | 1968 | 1975 | 1982 | 1990 | 1999 | 2006 | 2007 | 2012 |
| ---- | ---- | ---- | ---- | ---- | ---- | ---- | ---- | ---- |
| 250  | 212  | 194  | 214  | 257  | 246  | 281  | 286  | 310  |

| 2017 | 2022 | - | - | - | - | - | - | - |
| ---- | ---- | - | - | - | - | - | - | - |
| 282  | 282  | - | - | - | - | - | - | - |